# Tucows
Tucows és una empresa canadenca creada el 1994 que proporciona serveis de registre de dominis a través d'una xarxa de distribució de més de 6.000 proveïdors de serveis. A més de dominis, la companyia també ofereix, entre d'altres, allotjament de correu electrònic, protecció contra correu brossa i virus, programari per a blocs, eines de creació de pàgines web i certificats digitals. La biblioteca de programari de Tucows és una de les més importants al món en programari gratuït i programari de prova amb més de 40.000 referències.